# De fiesta con Venevision
De fiesta con Venevision fue un programa de televisión venezolano de musical y variedades, creado por Joaquín Riviera para Venevision, con la conducción de Gilberto Correa, contando con la participación de multilples actores y cantantes con presentaciones de baile de Mery Cortez, Arelys, Mercedes Rengifo y el ballet de Venevision.
Riviera estuvo a cargo de la producción artística y coreográfica del show que se estrenó en 1969 y finalizó en 1978 (de hecho, tuvo un emotivo especial de despedida); mas tuvo un breve regreso en 1981 y se canceló finalmente a inicios de 1983 por bajos niveles de sintonía..

## Formato
Dentro del programa se presentaban shows cantantes y bandas nacionales e internacionales, dentro del mismo también se desarrollaban musicales con los actores de la cadena de televisión. También se presentaba el segmento infantil de Topo Gigio. 

## Elenco

### Presentadores
- Gilberto Correa
- Carmen Victoria Pérez

### Bailarinas
- Mery Cortez
- Arelys

### Actores invitados
- Herminia Martínez
- Eduardo Serrano
- Lupita Ferrer
- Marcelo Rodríguez

### Cantantes
- Juan Gabriel
- Estelita del Llano
- Mirtha Pérez
- Mirla Castellanos
- Trino Mora